# Aitrach

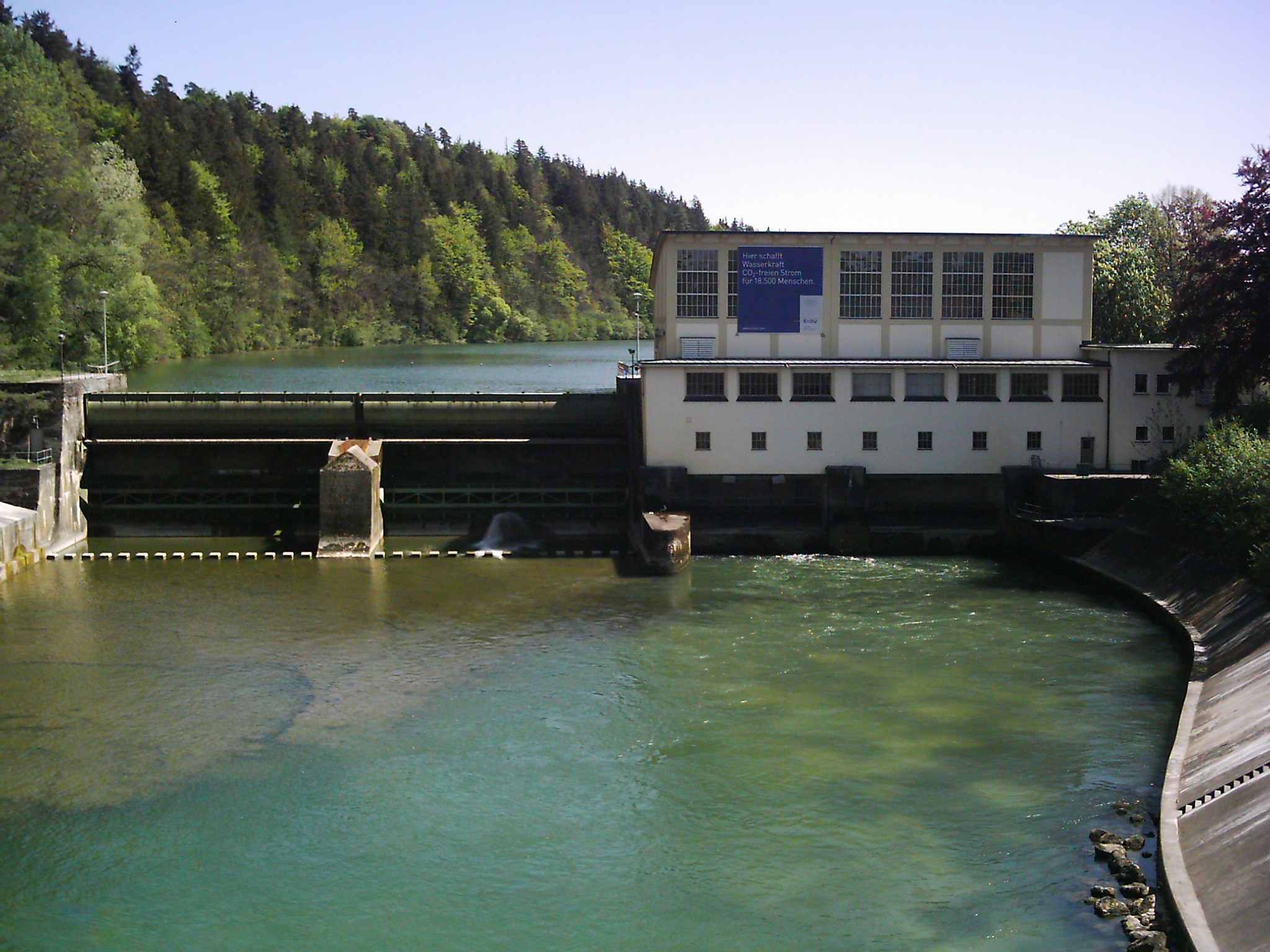
Nhà máy thủy điện ở Iller

Aitrach là một đô thị ở huyện Ravensburg ở bang Baden-Württemberg thuộc nước Đức. Đô thị này có diện tích 30,2 km², dân số thời điểm 31 tháng 12 năm 2020 là 2737 người.